# Araneus boerneri
Araneus boerneri este o specie de păianjeni din genul Araneus, familia Araneidae. A fost descrisă pentru prima dată de Strand, 1907.

## Subspecii
Această specie cuprinde următoarele subspecii:
- A. b. clavimaculus
- A. b. obscurellus